# Amblyeleotris wheeleri
Amblyeleotris wheeleri là một loài cá biển thuộc chi Amblyeleotris trong họ Cá bống trắng. Loài này được mô tả lần đầu tiên vào năm 1977.

## Từ nguyên
Từ định danh wheeleri được đặt theo tên của Alwynne Cooper Wheeler, nhà ngư học người Anh (1929–2005), Phụ trách các loài cá tại Bảo tàng Anh, nhằm tri ân sự giúp đỡ của ông đối với các tác giả trong nghiên cứu về cá bống cộng sinh với tôm ở Seychelles (cũng là nơi mà mẫu định danh của loài cá này được thu thập).

## Phân bố và môi trường sống
Từ Biển Đỏ dọc theo Đông Phi, A. wheeleri có phân bố trải dài về phía đông đến quần đảo Marshall và Fiji, ngược lên phía bắc tới Nam Nhật Bản, xa về phía nam đến Nam Phi, Úc và Nouvelle-Calédonie. Ở Việt Nam, A. wheeleri được ghi nhận tại quần đảo Trường Sa, đảo Lý Sơn (Quảng Ngãi), Ninh Thuận và cù lao Câu.
A. wheeleri sống cộng sinh trong hang với các loài tôm gõ mõ, thường gặp nhất là với Alpheus ochrostriatus, được tìm thấy phổ biến trên nền đá vụn trong các rạn san hô, đáy cát và đầm phá ở độ sâu đến ít nhất là 40 m.

## Mô tả

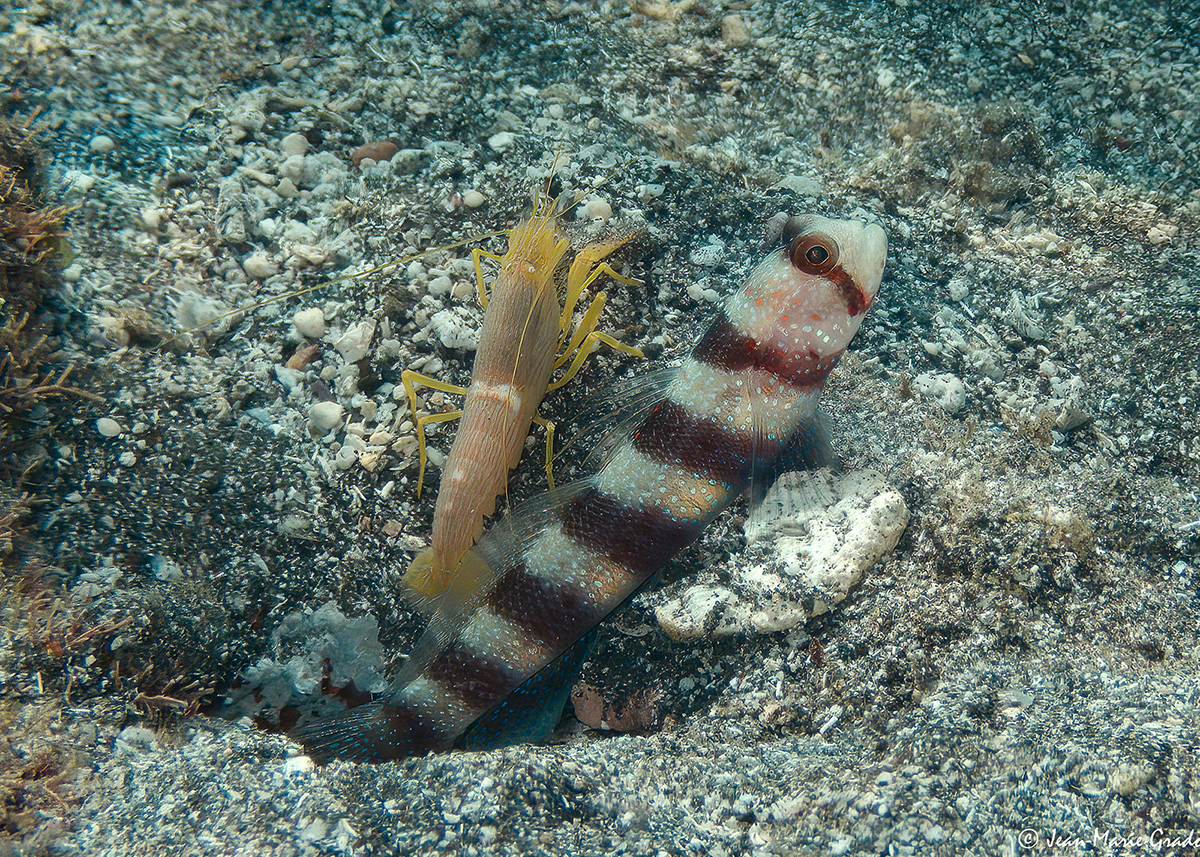
A. wheeleri và tôm A. ochrostriatus sống cùng một hang

Chiều dài chuẩn lớn nhất được ghi nhận ở A. wheeleri là 10 m. Loài này có màu trắng đến phớt vàng với 7 sọc từ nâu đỏ hoặc đỏ thẫm. Đầu và thân có các đốm xanh lam óng, đôi khi có trên cả vây lưng, vây hậu môn và vây đuôi. Đầu còn có thêm nhiều vệt đỏ, kể cả khóe miệng.
Số gai vây lưng: 7; Số tia vây lưng: 12; Số gai vây hậu môn: 1; Số tia vây hậu môn: 12.
A. wheeleri dễ bị xác định nhầm với Amblyeleotris fasciata, một loài có phân bố ở Đông Ấn - Tây Thái. Sọc đỏ của A. fasciata mảnh hơn so với A. wheeleri, và A. fasciata không có các đốm đỏ trên vây lưng như A. wheeleri.

## Thương mại
A. wheeleri là một thành phần nhỏ trong ngành buôn bán cá cảnh.